# Manöver (Schifffahrt)
Unter einem Manöver versteht man die nautisch-technischen Maßnahmen, durch die ein Wasserfahrzeug in eine andere Lage oder geänderte Position gebracht wird (manövriert wird).

## Allgemeine Manöver

### Generell
- Abbergen: ein Schiff wieder in tiefes Wasser bringen nach dem Auf-Grund-Laufen.
- Ankermanöver: vor Anker gehen und Anker lichten
- Anlegemanöver werden gefahren, um ein Fahrzeug an Land oder an einem Seezeichen festzumachen.
- Ablegemanöver werden gefahren, um ein Fahrzeug von seiner festgemachten Stelle freizubringen.
- Ententeich fahren: Auf offener See gefahrener Vollkreis. In Lee entsteht durch die Kreisbewegung und den Schutz der Bordwand glattes Wasser: der Ententeich. Aus dieser relativ ruhigen See mit geringer Wellenhöhe kann man Beiboote gefahrlos wassern oder Personen und Gegenstände einfacher aufnehmen. Im Zweiten Weltkrieg wurden so die im Wasser gelandeten Katapult-Flugzeuge wieder an Bord genommen.
- Irrer Iwan: Kurswechsel-Manöver von U-Booten
- Leinenmanöver: Abstoppen eines Schiffes oder Verholen eines Schiffes mit Leinen oder mit Leinenhilfe.
- Mann-über-Bord-Manöver: Manöver zur Bergung einer Person, die über Bord gegangen ist („MOB“; Abkürzung von: Man over Board), siehe auch:
  - Williamson-Turn: bewährte Methode mit Motorschiffen
  - Scharnow-Turn: bewährte Methode mit Motorschiffen
- Manöver des letzten Augenblicks: Wenn es zur Vermeidung einer Kollision unerlässlich ist, darf von den Ausweichregeln abgewichen werden (vgl. Kollisionskurs).
- Rondo: Kursänderung in der Binnenschifffahrt zur Fahrt mit dem Bug in Stromrichtung.

### Segelmanöver
Diese Manöver können nur mit Segelfahrzeugen gefahren werden.
- Wende: Kursänderung, bei der der Bug durch den Wind dreht, bis der Wind von der anderen Seite einfällt. Das Kommando zur Wende ist Ree![1]
- Halse: Kursänderung, bei der das Heck durch den Wind dreht, bis der Wind von der anderen Seite einfällt.
- Backbrassen, Backsetzen: Abbremsen durch ein Gegen-den-Wind-Stellen der Segel.
- Aufschießer: Fahrzeug in den Wind stellen, um es abzubremsen

An einem All-Hands-Manöver/Alle-Mann-Manöver müssen sich alle Besatzungsmitglieder („alle Hände“) wegen der Schwierigkeit oder der notwendigen Schnelligkeit in einer Gefahrensituation beteiligen. Beispiel: Segelbergen wegen eines plötzlich heraufziehenden Sturmes.

## Manövrierfähigkeit
Manövrierfähigkeit ist die allgemeine Eigenschaft des Fahrzeuges, unter Einsatz eigener oder fremder Steuerhilfen ein gewünschtes Manöver auszuführen. Im Einzelnen werden bestimmte Eigenschaften und Fähigkeiten unterschieden:
- Anfahr-/(Stopp)vermögen beschreibt, wie schnell ein Fahrzeug unter Einsatz seiner Hauptantriebsanlage Fahrt aufnehmen bzw. zum Stillstand kommen kann.
- Anschwenkvermögen beschreibt, wie schnell ein Fahrzeug auf den Einsatz von Steuerhilfen beginnt, mit einer Lageänderung zu reagieren.
- Drehfähigkeit beschreibt, wie schnell (zeitlich und v. a. auf welcher Strecke) ein Fahrzeug unter Einsatz von Steuerhilfen seine Lage absolut verändern kann.
- Traversierfähigkeit ist das Vermögen, aus eigenem Antrieb eine reine Seitwärtsbewegung durchzuführen. Dies ist z. B. für das An- und Ablegen von Vorteil. Es werden Kategorie:Schiffsantriebe benötigt, die Schubkraft in Querrichtung erzeugen können, z. B. mit einer Querstrahlsteueranlage.
- Gierstabilität
- Stützfähigkeit ist das Vermögen, eine eingeleitete Drehbewegung mit oder ohne Einsatz von Steuerhilfen zum Stillstand zu bringen.